# Régiakadémiatelep
Régiakadémiatelep Budapest XVII. kerületének egyik városrésze.

## Fekvése
Keleten és északon Rákosliget, nyugaton az Egyesült Vegyiművek, míg délen a Rákos-patak határolja.

### Határai
Gyöngytyúk utca északi oldalán fekvő teleksor északi határvonala a Cinkotai út – Liszt Ferenc utca – a MÁV péceli vonala – Cinkotai út a Gyöngytyúk utca északi oldalán fekvő teleksor északi határvonaláig.

## Története
Rákoskeresztúr területének egy része volt, amely az 1873-ban gróf Vigyázó Sándor tulajdonába került a Podmaniczky Zsuzsannával kötött házassága révén. Fia, Ferenc, neves jogász és a főrendiház tagja, utód nélkül halt meg, és birtokait, valamint értékes gyűjteményeit – apja akaratának megfelelően – a Magyar Tudományos Akadémiára hagyta. A mezőgazdasági területek parcellázását az új tulajdonos, a Magyar Tudományos Akadémia kezdeményezte, és így alakult ki az 1930-as években Rákoskeresztúr község részeként a családi házas Régiakadémiatelep, majd 1950. január 1-je után, már Budapest részeként az Akadémiaújtelep. 

## Gazdaság
Régiakadémiatelep nyugati szélén, a Cinkotai út mentén található az Egyesült Vegyiművek, ami 1956-os létrehozása óta (ott addig egy szintetikus gumit gyártó üzem működött) elsősorban háztartási vegyi termékeket gyártott olyan márkaneveken, mint Wu2, Caola, BIP, Ultra stb. A cég az 1980-as években Magyarország legnagyobb vállalatai közé tartozott. Privatizálták. A gyártelepen a termelés 2014 elején megszűnt.
Ahol a Rákos-patak keresztezi a cinkotai utat, ott a pataknál a kőbányai oldalon a pesti út felől a vasúthoz közelebbi oldalon a fák között lapul két tó is, melyek az Egyesült Vegyiművek vízkivételi helye volt, mindkettő mesterséges tó. Az egyik hosszúkás és el van kerítve, míg a másik a Vegyi-tó nevet viseli (nincs benne vegyi hulladék), közterület, és teljesen szabályos négyzet alakú, kutak által táplált tó. Utóbbin egy „benyúló”,  a tó egy kis részére benyúló beton kút helyezkedik el, a végén egy nagyon mély, vízzel teli, szűk lyuk látható, ez a kút.

## Közlekedés
A kerület egyik legforgalmasabb útja, a Cinkotai út a városrész nyugati szélén halad. Busszal az Örs vezér teréről a 176E és a 276E autóbuszokkal, míg Rákoskeresztúr felől a 46-os autóbusszal lehet elérni. Önálló vasútállomása az 1990-es évek eleje óta nincs, amióta az itteni „Rákoskeresztúrnak” nevezett megállót bezárták. Sokszor felvetődött már egy, a Pesti utat valamelyest tehermentesítő út létesítése többnyire a Rákos-patak mentén a városrész délnyugati szegletében, ám ez különböző okok miatt mindeddig nem valósult meg, ahogy a vasútállomás újranyitására sem került sor, ami szintén többször is felmerült már.